# 킬 커맨드: 드론의 습격
킬 커맨드: 드론의 습격(Kill Command)은 영국에서 제작된 스티브 고메즈 감독의 2016년 액션, 공포, SF 영화이다. 바네사 커비 등이 주연으로 출연하였다.

## 출연

### 주연
- 바네사 커비
- 투레 린드하르트
- 데이비드 아잘라

### 조연
- 벤틀리 카루
- 톰 맥케이
- 데보라 로잔
- 팀 에언